# アラナ・デ・ラ・ガーザ
アラナ・デ・ラ・ガーザ（ Alana De La Garza, 1976年6月18日 - ）は、アメリカ合衆国の女優。

## 来歴
オハイオ州コロンバスで生まれ、テキサス州エルパソで育った。父親はメキシコ系、母親はアイルランド系。テキサス大学オースティン校で理学療法や福祉を学ぶ。その後ニューヨークに移り、テレビに出演するようになった。2006年から2010年まで『ロー&オーダー』にレギュラー出演した。

## 私生活
2008年に作家のマイケル・ロバーツ(Michael Roberts)と結婚。
2010年9月28日に、夫であるマイケル・ロバーツとの間に、第一子となる男児が誕生。キーラン・トーマス・ロバーツ(Kieran Thomas Roberts)と命名。
2013年7月7日に、夫であるマイケル・ロバーツとの間に、第二子となる女児が誕生。リヴ・エレナ・ロバーツ(Liv Elena Roberts)と命名。

## 主な出演作

### テレビシリーズ
| 放映年           | 邦題 原題                                                      | 役名                         | 備考                           |
| ---------------- | -------------------------------------------------------------- | ---------------------------- | ------------------------------ |
| 2003             | 犯罪捜査官ネイビーファイル JAG                                 | マリア・エレナ               | 1エピソード                    |
| 2004             | ラスベガス Las Vegas                                           | シェリー                     | 1エピソード                    |
| 2004             | チャーリー・シーンのハーパー★ボーイズ Two and a Half Men       | クリスタル                   | 1エピソード                    |
| 2004-2005        | The Mountain                                                   | マリア・セラーノ             | 13エピソード(メイン・キャスト) |
| 2005             | ヤング・スーパーマン Smallville                                | Aethyr                       | 1エピソード                    |
| 2005             | チャームド～魔女3姉妹 Charmed                                  | シルヴィア                   | 1エピソード                    |
| 2005-2006、 2011 | CSI:マイアミ CSI: Miami                                        | マリソル・デルコ             | 12エピソード                   |
| 2006-2010        | ロー&オーダー Law & Order                                      | コニー・ルビローサ地方検事補 | 85エピソード(メイン・キャスト) |
| 2011             | LAW & ORDER:LA Law & Order: Los Angeles                        | コニー・ルビローサ地方検事補 | 8エピソード(メイン・キャスト)  |
| 2012             | NCIS:LA 〜極秘潜入捜査班 NCIS: Los Angeles                     | ダイアン・ダンロス           | 1エピソード                    |
| 2013             | Do No Harm                                                     | レナ・ソリス                 | 13エピソード(メイン・キャスト) |
| 2014             | LAW & ORDER:性犯罪特捜班 Law & Order: Special Victims Unit     | コニー・ルビローサ連邦検事補 | 1エピソード                    |
| 2014-2015        | FOREVER Dr.モーガンのNY事件簿 Forever                          | ジョー・マルティネス刑事     | 22エピソード(メイン・キャスト) |
| 2015             | SCORPION/スコーピオン Scorpion                                 | アドリアナ・モリナ長官       | 3エピソード                    |
| 2016-2017        | クリミナル・マインド 国際捜査班 Criminal Minds: Beyond Borders | クララ・シーガー特別捜査官   | 26エピソード(メイン・キャスト) |
| 2017             | クリミナル・マインド Criminal Minds                            | クララ・シーガー特別捜査官   | 1エピソード                    |
| 2019-            | FBI: 特別捜査班 FBI                                            | イゾベル・カスティーユ       | メイン・キャスト               |
| 2020-2023        | FBI: Most Wanted 〜指名手配特捜班〜 FBI: Most Wanted           | イゾベル・カスティーユ       | 12エピソード                   |
| 2021-2023        | FBI: インターナショナル FBI: International                     | イゾベル・カスティーユ       | 3エピソード                    |

## 参照
1. ↑  NBC.com > Law & Order
2. 1 2 3  
<http://m.imdb.com>